# پاشلک آب‌نورد آسیایی
پاشلک آب‌نورد آسیایی (نام علمی: Limnodromus semipalmatus) نام یک گونه از تیره آبچلیک است.